# Limnophila (Limnophila) platyna
Limnophila (Limnophila) platyna is een tweevleugelige uit de familie steltmuggen (Limoniidae). De soort komt voor in het Australaziatisch gebied.